# Розвелл (Південна Дакота)
Розвелл (англ. Roswell) — переписна місцевість (CDP) в США, в окрузі Майнер штату Південна Дакота. Населення — 8 осіб (2020).

## Географія
Розвелл розташований за координатами 44°0′5″ пн. ш. 97°41′50″ зх. д. / 44.00139° пн. ш. 97.69722° зх. д. (44.001252, -97.697149).  За даними Бюро перепису населення США в 2010 році переписна місцевість мала площу 3,66 км², уся площа — суходіл. В 2017 році площа становила 1,05 км², уся площа — суходіл.

## Демографія
Згідно з переписом 2010 року, у місті мешкало 15 осіб у 9 домогосподарствах у складі 4 родин. Густота населення становила 4 особи/км².  Було 11 помешкання (3/км²).
Расовий склад населення:
| - 100,0 % — білих |

До двох чи більше рас належало 0,0 %. Частка іспаномовних становила 0,0 % від усіх жителів.
За віковим діапазоном населення розподілялося таким чином: 13,3 % — особи молодші 18 років, 53,4 % — особи у віці 18—64 років, 33,3 % — особи у віці 65 років та старші. Медіана віку мешканця становила 57,3 року. На 100 осіб жіночої статі у місті припадало 87,5 чоловіків;  на 100 жінок у віці від 18 років та старших — 85,7 чоловіків також старших 18 років.
Цивільне працевлаштоване населення становило 0 осіб. 